# Gould (Arkansas)
Pour les articles homonymes, voir Gould.
Gould est une ville située dans l’État américain de l'Arkansas, dans le comté de Lincoln.

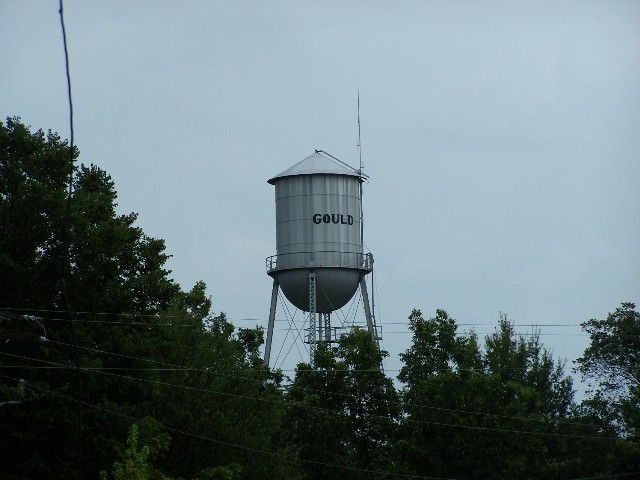
Château d'eau de Gould